# Bagratashen
Bagratashen (en arménien Բագրատաշեն ; anciennement Lambalu, puis de 1960 à 1972 Debedashen) est une communauté rurale du marz de Tavush, en Arménie. 
Bagratashen est traversée par la route magistrale 6 . 

## Population
Elle comptait 2 833 habitants en 2008.

## Histoire
4 septembre 1994 : attentat de Bagratashen.